# Delphinidin-3-O-glucosid
Delphinidin-3-O-glucosid ist ein Pflanzenfarbstoff aus der Gruppe der Anthocyane, deren Vertreter verschiedenen Blüten und Früchten ihre rote oder blaue Färbung geben. Die chemische Verbindung besteht aus dem Aglykon Delphinidin und dem Kohlenhydrat (Zucker) Glucose, welche glycosidisch verknüpft sind.

## Vorkommen

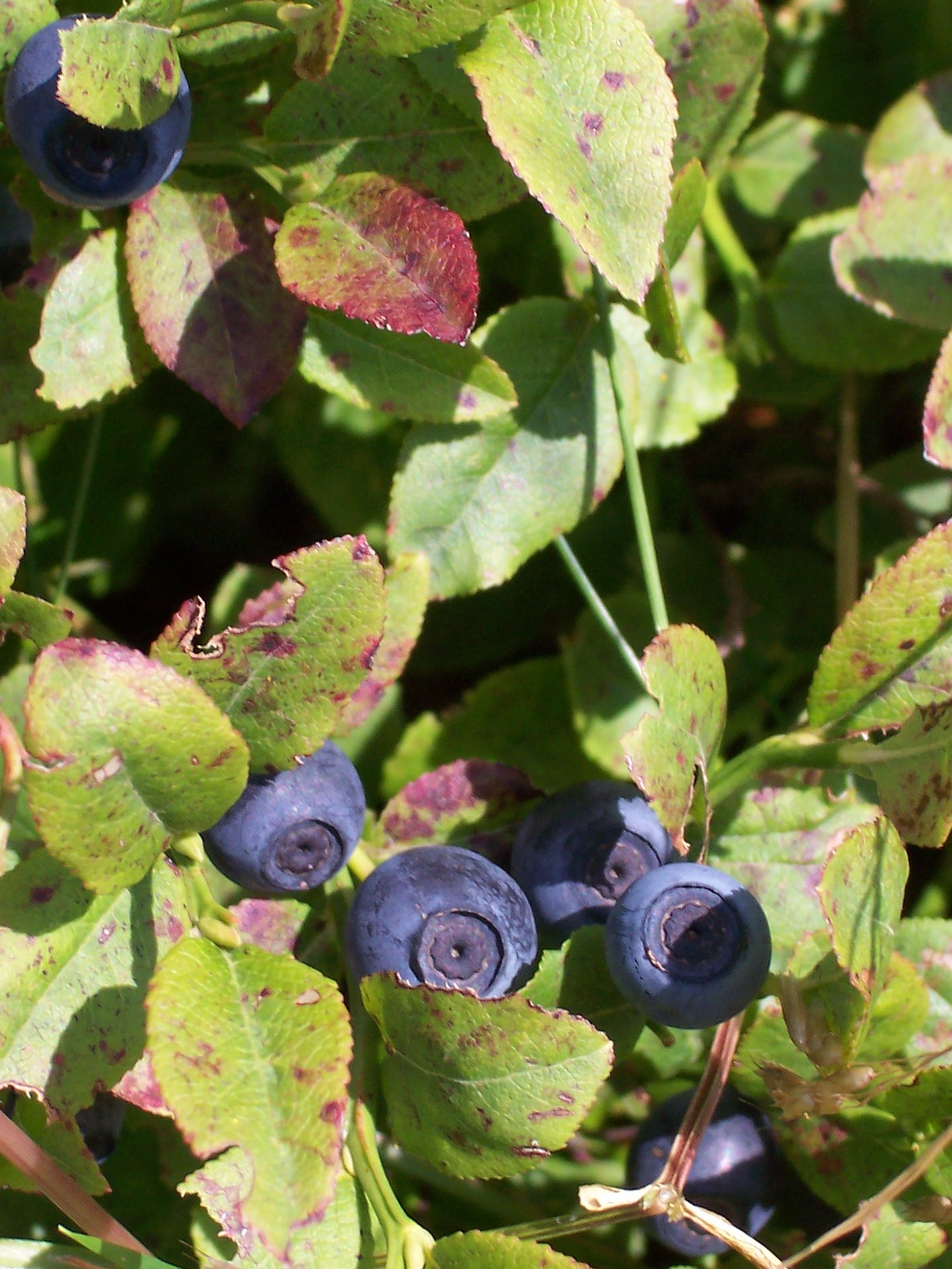
Die dunkelblaue Farbe der Heidelbeeren kommt durch Myrtillin zustande

In der Pflanzenwelt ist das Glycosid als Kation weit verbreitet. Das zugehörige Anion leitet sich von verschiedenen Fruchtsäuren ab.
Unter anderem kommt das Pigment in Heidelbeeren (Vaccinium myrtillus) vor und wird daher auch Myrtillin genannt. In den Blüten von Stiefmütterchen (Viola tricolor) wurde es ebenfalls entdeckt.
Delphinidin-3-O-glucosid wurde neben anderen Anthocyanen auch im Saft von Blutorangen (Citrus sinensis), in der Haut verschiedener Weintrauben, z. B. Tempranillo, in Schwarzen Johannisbeere (Ribes nigrum) und in Granatäpfeln (Punica granatum) nachgewiesen. Auch die Schalen dunkler Bohnenkerne (Phaseolus vulgaris L.) enthalten dieses Glucosid.

## Eigenschaften
Wie viele Anthocyane wirkt auch Delphinidin-3-O-glucosid als Antioxidans. So reagiert es mit Radikalen („Radikalfänger“) und wird daher als Alterungsprozesse hemmend angesehen. Es inhibiert die Peroxidation von Lipidmembranen.
Außerdem soll es gegen kardiovaskuläre Krankheiten schützend wirken sowie die Aggregation, d. h. das „Verkleben“ von Blutplättchen hemmen; damit würde das Risiko von Thrombosen reduziert. Schließlich könnte es zur Behandlung von Adipositas therapeutische Verwendung finden.
Die Verbindung wurde 1927 von Allen untersucht. Basierend auf seinen Studien wird Myrtillin im menschlichen Körper eine blutzuckerstabilisierende und insulinsparende Wirkung zugeschrieben.
Myrtillin verändert in Abhängigkeit vom pH-Wert seine Farbe.

## Analytik
Wie bei anderen Anthocyanen dienen chromatographische Methoden zur Identifizierung des Glycosids, am Anfang die Papierchromatographie. Später diente die mit spektroskopischen Methoden gekoppelte Flüssigchromatographie, u. a. die HPLC-MS zum Nachweis.
Zur Reinigung und Isolierung der Verbindung wird meistens mit Salzsäure das Chlorid des Delphinidin-3-O-glucosids hergestellt (Delphinidinchlorid-3-O-glucosid, Myrtillin, Myrtillin-a).

## Synthese
Eine Synthese von Delphinidin-3-O-glucosid als Chlorid wurde in den 1930er Jahren in der Arbeitsgruppe des englischen Chemikers Robert Robinson durchgeführt.

## Biosynthese
In Pflanzen wird Delphinidin-3-glucosid durch Dehydrierung und Glykosylierung von (farblosem) Leukodelphinidin (4) gebildet. Dessen Vorläufer Dihydromyricetin (3), ein Keton, wird zum tertiären Alkohol reduziert. Im Dihydromyricetin liegen die für Delphinidin charakteristischen drei Hydroxygruppen am Phenyl-Substituenten vor. Zwei davon werden aus dem Präkursor Dihydrokaempferol (2) – einem Schlüsselprodukt der Anthocyan-Synthese – durch Hydroxylierung gebildet. (1) entspricht Naringenin.

## Sonstiges
Das strukturell verwandte Delphinidin-3-O-galactosid ist das Empetrin (als Chlorid). Das Delphinidingalactosid ohne Angabe zur Stellung der glycosidischen Bindung ist das Myrtillin-b.